# Ma tộc
Mazoku hay Ma tộc (Nhật: 魔族 (ma tộc)/ Mazoku) là một chủng tộc trong thần thoại, giả tưởng của Nhật Bản, là những sinh vật siêu nhiên tà ác, mạnh mẽ như loài quỷ và ác ma của phương tây. Ma vương (魔王 Maou) là kẻ cai trị của Ma tộc, hoặc một chúa tể hắc ám, môt quái vật mạnh mẽ trong những cuốn tiểu thuyết. Thuật ngữ này dần lan rộng ra các quốc gia lân cận và trở nên rất phổ biến trong các tác phẩm huyền huyễn của Trung Quốc.

## Từ nguyên
Ma (魔 Ma) ám chỉ ác ma, là hiện thân của cái ác đe dọa sự tồn tại của con người hoặc là thách thức các vị thần, trong khi Tộc (族 Zoku) trong chủng tộc, bộ tộc, gia tộc, ám chỉ chúng là một gia đình. Ma vương (魔王 Maou) là một thuật ngữ bắt nguồn từ Ma tộc, Vương (王 Ou) là vị vua, ma vương nghĩa là vua của ma tộc.
Lưu ý, từ Ma (魔 ma) trong tiếng Nhật có nghĩa khác hoàn toàn với hồn ma và quỷ. Trong tiếng Nhật, hồn ma được gọi là U linh (幽霊 Yūrei), còn quỷ được gọi là Ác quỷ (悪鬼 Akki) hoặc đơn giản là Quỷ (鬼 Oni). Vì trong tiếng Việt không có từ ngữ tương đương để phân biệt, nên trong nhiều trường hợp Ma vương (魔王 Maou) bị dịch sai thành Quỷ vương, lỗi sai này thường đến từ việc người dịch lấy nguồn từ các ngôn ngữ trung gian.

## Trong thần thoại và truyền thuyết
Thuật ngữ "ma tộc" được sử dụng để mô tả ashura và yaksha trong thần thoại Ấn Độ, cũng như daeva của Hỏa giáo. Đó là một thuật ngữ chung cho quỷ, ác ma và những sinh vật xấu xa. Trong đa thần giáo của Nhật Bản, Ma tộc là từ trái nghĩa của Thần tộc (神族 Shinzoku), tức chủng tộc thần thánh.
Ma vương là một vị vua hoặc người cai trị ma tộc. Ví dụ, trong bản dịch Kinh thánh trong tiếng Nhật, Satan là ma vương. Trong đa thần giáo, đối trọng của Ma vương là Thần vương (神王 Shin'ou), tức vua của thần tộc.
Lãnh chúa phong kiến Nhật Bản, Oda Nobunaga cũng tự gọi mình là Ma vương trong một bức thư gửi Takeda Shingen, Oda ký tên là Đệ Lục Thiên Ma Vương (Nhật: 第六天魔王 n.đ.: "ma vương cõi trời thứ sáu"), đây cũng là danh xưng của Thiên ma Ba tuần, kẻ cũng được gọi là ma vương trong Phật giáo.

## Trong tiểu thuyết

### Nhật Bản
Trong thể loại giả tưởng của Nhật Bản, ý nghĩa của "ma tộc" khác nhau tùy theo từng công việc. Một số tác phẩm dùng thuật ngữ này để chỉ tất cả những sinh vật xấu xa là kẻ thù của con người và các sinh vật tốt, trong khi những tác phẩm khác lại dùng nó để chỉ một nhóm sinh vật nhất định. Thuật ngữ Ác ma tộc (悪魔族 Akuma zoku) có thể được sử dụng để chỉ cụ thể là ma tộc độc ác, một thuật ngữ nữa là Ma nhân (魔人 Majin) cũng chỉ những con người mang sức mạnh của ma tộc, những kẻ nhập ma hoặc chỉ những ma tộc có vẻ ngoài giống con người.
Ma vương có thể là vua của ma tộc, hay nói chung hơn là vua của ma quỷ, quân chủ, chúa tể bóng tối, là trùm trong các trò chơi điện tử và là kẻ thù không đội trời chung của dũng sĩ. Thuật ngữ này không dành riêng cho giới tính. Ví dụ: "Erlkönig" của Johann Wolfgang von Goethe, bản dịch phổ biến là "Elf King" trong tiếng Anh, nhưng được dịch là ''Ma vương'' trong tiếng Nhật. Thuật ngữ Đại ma vương (悪魔王 Daimaou) đôi khi được dùng để mô tả một ma vương có cấp bậc rất cao hoặc mạnh mẽ. Một ví dụ là Đại ma vương Piccolo, một nhân vật phản diện trong manga Dragon Ball.

### Trung Quốc
Thuật ngữ Ma tộc (tiếng Trung: 魔族, bính âm: Mózú) cũng trở nên phổ biến trong các tác phẩm kỳ ảo hiện đại của Trung Quốc, được coi là một chủng tộc tà ác, mạnh mẽ, người thống trị tối cao của ma tộc là Ma vương (魔王 Mówáng).
Ma tộc thường được coi là sự đối lập với Tiên tộc (tiếng Trung: 仙族, bính âm: Xiānzú) và là mối nguy hiểm to lớn nhất của Nhân tộc (人族 Rénzú).